# Arsenalul aeronautic
Arsenalul aeronautic din București, a fost prima fabrică cu profil aeronautic din România.  Activitatea ei s-a desfășurat între anii 1919–1939.  La Arsenalul aeronautic s-au fabricat trei modele de avioane de concepție proprie: Brandemburg, Proto 1 și Aeron și s-au modificat avioane De Havilland pentru transport de pasageri și de mărfuri (avioane destinate liniilor aeriene interne).  De asemenea, la Arsenalul aeronautic s-a desfășurat în mod organizat cercetare în domeniul studiului și încercării materialelor.

## Istoric
În noiembrie 1919 a fost creată în București o fabrică cu profil aeronautic, ca urmare a transferării materialului și majorității personalului Rezervei generale a aeronauticii din Iași.  La data de 1 iulie 1920 fabrica primește denumirea Arsenalul aeronautic. La început activitatea era repararea diferitelor tipuri de avioane și motoare de avion din înzestrarea aviației militare române, dar după doar doi ani fabrica începe să și construiască avioane proiectate de concepție proprie.  Activitățile specifice industriei aeronautice (reparații, proiectare, fabricație și cercetare) se desfășoară până în luna iunie 1939, când Arsenalul aeronautic a intrat în componența Administrației stabilimentelor aeronauticii și marinei.

## Avioane fabricate

### Hansa-Brandenburg C.I
Hansa-Brandenburg C.I a fost primul avion produs în serie la Arsenalul aeronautic, începând din anul 1922. Între 1922 și 1923 au fost construite 120 avioane.A fost un avion de recunoaștere și observație, biplan cu două locuri. Era echipat cu un motor Austro-Daimler de 160 CP. Până în data de 8 mai 1922 s-au construit 10 aparate de acest tip, pe fuselajul cărora era scris „Construit în România”. Un numar de 72 aparate au fost construite și livrate până la sfârșitul anului 1922.

### Proto 1
Proto 1 a fost produs la Arsenalul aeronautic după doi ani de la înființare, în 1922. Era un biplan folosit ca avion de școală și antrenament, proiectat de maior inginer Ștefan Protopopescu în colaborare cu inginer Dumitru Baziliu și inginer Gheorghe Ticău.  Primele zboruri experimentale au fost efectuate chiar de Ștefan Protopopescu. Calitățile aparatului au făcut ca Ministerul de Război să comande o serie de 25 de aparate de acest tip Fabricii de avioane ASTRA-Arad. După accidentul lui Ioan Sava Câmpineanu, producția de avioane Proto 1 a fost oprită, aparetele au fost îmbunătățite și livrate de Fabrica de avioane ASTRA sub denumirea de Proto 2.

### Aeron
Aeron a fost un sescviplan (biplan cu aripi inegale) constuit în 1935, în două variante. Prima variantă avea un motor ADC Cirrus de 105 CP, în vreme ce al doilea avea un motor Salmson de 120 CP. Avionul a fost proiectat și construit de locotenent-comandor Petre Macavei, căpitan inginer Cristea Constantinescu, căpitan inginer Constantin Istrate și locotenent Simion Stănculescu. Noutatea adusă de acest model era că aripile inegale au fost amplasate cu planul inferior decalat de cel superior, neexistând montanți între aripi.

## Alte proiecte

### De Havillandmodificat
La Arsenalul aeronautic s-a executat și un proiect de modificare a fuselajului la bombardiere De Havilland, pentru convertirea acestora în avioane pentru transport de pasageri sau pentru transport de mărfuri. Aceste avioane De Havilland modificate au fost destinate liniilor aeriene interne înființate în România.

### Cercetare
La Arsenalul aeronautic s-a înființat primul laborator din România destinat studiilor și încercărilor de materiale. Acest laborator a fost condus de căpitan chimist Ion Gudju.
În 1923 au fost concepute instalația și procedeul de fabricare a emailitei, un lac pentru impregnarea pânzei avioanelor, de către inginer Gheorghe Ionescu.